# Emily Anne Spencer-Churchill
Lady Emily Anne Spencer-Churchill, duchessa di Roxburghe (Londra, 14 novembre 1854 – Londra, 20 giugno 1923), è stata una nobildonna inglese.

## Biografia
Era la figlia di John Spencer-Churchill, VII duca di Marlborough, che prestò servizio nei governi conservatori come Lord Presidente del Consiglio e Lord luogotenente d'Irlanda, e di sua moglie, Lady Frances Anne Emily Vane, figlia del Charles Vane, III marchese di Londonderry. Lei e i fratelli vedevano raramente la madre, mentre venivano cresciuti dai domestici. 

## Matrimonio
L'11 giugno 1874, sposò James Henry Robert Innes-Ker, marchese di Bowmont e Cessford, primogenito del VI duca di Roxburghe. Successe al padre nel 1879, e Anne divenne duchessa di Roxburghe.
Ebbero sette figli:
- Lady Margaret Frances Susan Innes-Ker (13 maggio 1875-15 dicembre 1930), sposò James Alexander Orr Ewing, ebbero una figlia;
- Henry Innes-Ker, VIII duca di Roxburghe (25 luglio 1876-29 settembre 1932);
- Lady Victoria Alexandrina Innes-Ker (1877-1970) sposò Charles Hyde Villiers, ebbero sei figli;
- Lady Isabel Innes-Ker (1879-1905) sposò Guy Greville Wilson, non ebbero figli;
- Lord Alastair Robert Innes-Ker (2 novembre 1880-1919), sposò Anne Breese[1], ebbero tre figli[2];
- Lady Anne Evelyn Innes-Ker (7 febbraio 1882-1958), sposò William Collins, ebbero due figli;
- Lord Robert Edward Innes-Ker (22 luglio 1885-19 luglio 1958), sposò, in prime nozze, Charlotte Josephine Cooney, non ebbero figli e in seconde nozze Eleanor Marie Woodhead, non ebbero figli.

Nel 1883, fu nominata Mistress of the Robes dalla regina Vittoria dal primo ministro liberale William Ewart Gladstone, che servì fino al 1885. Nel 1892, quando Gladstone tornò al potere, ricoprì la medesima carica. Nel 1906 ha battezzato la nave più grande del mondo, la RMS Mauretania.
Durante la prima guerra mondiale, è stata presidente della sezione del Haddingtonshire della British Red Cross Society. 

## Morte
Morì il 20 giugno 1923 a Londra, a casa di sua figlia Lady Evelyn e di suo marito, il colonnello William Collins, dopo una lunga malattia

## Ascendenza
|                                                     |                                               |                                                      | Genitori                                       |  |  | Nonni |  |  | Bisnonni                                           |  |  | Trisnonni                                  |  |
|                                                     |                                               |                                                      |                                                |  |  |       |  |  | 8. George Spencer-Churchill, V duca di Marlborough |  |  | 16. George Spencer, IV duca di Marlborough |  |
|                                                     |                                               |                                                      |                                                |  |  |       |  |  | 8. George Spencer-Churchill, V duca di Marlborough |  |  | 16. George Spencer, IV duca di Marlborough |  |
|                                                     |                                               | 17. lady Caroline Russell                            |                                                |  |  |       |  |  | 8. George Spencer-Churchill, V duca di Marlborough |  |  |                                            |  |
| 4. George Spencer-Churchill, VI duca di Marlborough |                                               |                                                      |                                                |  |  |       |  |  | 8. George Spencer-Churchill, V duca di Marlborough |  |  |                                            |  |
|                                                     |                                               | 9. lady Susan Stewart                                | 18. John Stewart, VII conte di Galloway        |  |  |       |  |  |                                                    |  |  |                                            |  |
|                                                     |                                               | 9. lady Susan Stewart                                | 18. John Stewart, VII conte di Galloway        |  |  |       |  |  |                                                    |  |  |                                            |  |
|                                                     |                                               | 9. lady Susan Stewart                                | 19. Anne Dashwood                              |  |  |       |  |  |                                                    |  |  |                                            |  |
| 2. John Spencer-Churchill, VII duca di Marlborough  |                                               | 9. lady Susan Stewart                                |                                                |  |  |       |  |  |                                                    |  |  |                                            |  |
|                                                     |                                               | 10. George Stewart, VIII conte di Galloway           | 20. John Stewart, VII conte di Galloway (= 18) |  |  |       |  |  |                                                    |  |  |                                            |  |
|                                                     |                                               | 10. George Stewart, VIII conte di Galloway           | 20. John Stewart, VII conte di Galloway (= 18) |  |  |       |  |  |                                                    |  |  |                                            |  |
|                                                     |                                               | 10. George Stewart, VIII conte di Galloway           | 21. Anne Dashwood (= 19)                       |  |  |       |  |  |                                                    |  |  |                                            |  |
| 5. lady Jane Stewart                                |                                               | 10. George Stewart, VIII conte di Galloway           |                                                |  |  |       |  |  |                                                    |  |  |                                            |  |
|                                                     |                                               | 11. lady Jane Paget                                  | 22. Henry Paget, I conte di Uxbridge           |  |  |       |  |  |                                                    |  |  |                                            |  |
|                                                     |                                               | 11. lady Jane Paget                                  | 22. Henry Paget, I conte di Uxbridge           |  |  |       |  |  |                                                    |  |  |                                            |  |
|                                                     |                                               | 11. lady Jane Paget                                  | 23. Jane Champagné                             |  |  |       |  |  |                                                    |  |  |                                            |  |
| 1. lady Emily Anne Spencer-Churchill                |                                               | 11. lady Jane Paget                                  |                                                |  |  |       |  |  |                                                    |  |  |                                            |  |
|                                                     | 12. Robert Stewart, I marchese di Londonderry | 24. Alexander Stewart                                |                                                |  |  |       |  |  |                                                    |  |  |                                            |  |
|                                                     | 12. Robert Stewart, I marchese di Londonderry | 24. Alexander Stewart                                |                                                |  |  |       |  |  |                                                    |  |  |                                            |  |
|                                                     | 12. Robert Stewart, I marchese di Londonderry | 25. Mary Cowan                                       |                                                |  |  |       |  |  |                                                    |  |  |                                            |  |
| 6. Charles Stewart, III marchese di Londonderry     | 12. Robert Stewart, I marchese di Londonderry |                                                      |                                                |  |  |       |  |  |                                                    |  |  |                                            |  |
|                                                     |                                               | 13. lady Frances Pratt                               | 26. Charles Pratt, I conte di Camden           |  |  |       |  |  |                                                    |  |  |                                            |  |
|                                                     |                                               | 13. lady Frances Pratt                               | 26. Charles Pratt, I conte di Camden           |  |  |       |  |  |                                                    |  |  |                                            |  |
|                                                     |                                               | 13. lady Frances Pratt                               | 27. Elizabeth Jeffreys                         |  |  |       |  |  |                                                    |  |  |                                            |  |
| 3. lady Frances Anne Vane                           |                                               | 13. lady Frances Pratt                               |                                                |  |  |       |  |  |                                                    |  |  |                                            |  |
|                                                     |                                               | 14. sir Henry Vane-Tempest, II baronetto             | 28. sir Henry Vane, I baronetto                |  |  |       |  |  |                                                    |  |  |                                            |  |
|                                                     |                                               | 14. sir Henry Vane-Tempest, II baronetto             | 28. sir Henry Vane, I baronetto                |  |  |       |  |  |                                                    |  |  |                                            |  |
|                                                     |                                               | 14. sir Henry Vane-Tempest, II baronetto             | 29. Frances Tempest                            |  |  |       |  |  |                                                    |  |  |                                            |  |
| 7. lady Frances Vane-Tempest                        |                                               | 14. sir Henry Vane-Tempest, II baronetto             |                                                |  |  |       |  |  |                                                    |  |  |                                            |  |
|                                                     |                                               | 15. Anne Catherine MacDonnell, II contessa di Antrim | 30. Randal MacDonnell, I marchese di Antrim    |  |  |       |  |  |                                                    |  |  |                                            |  |
|                                                     |                                               | 15. Anne Catherine MacDonnell, II contessa di Antrim | 30. Randal MacDonnell, I marchese di Antrim    |  |  |       |  |  |                                                    |  |  |                                            |  |
|                                                     |                                               | 15. Anne Catherine MacDonnell, II contessa di Antrim | 31. hon. Letitia Morres                        |  |  |       |  |  |                                                    |  |  |                                            |  |
|                                                     |                                               | 15. Anne Catherine MacDonnell, II contessa di Antrim |                                                |  |  |       |  |  |                                                    |  |  |                                            |  |